# Hohenstein (Hessen)
Hohenstein település Németországban, Hessen tartományban. Lakosainak száma 6212 fő (2023. december 31.). Hohenstein Aarbergen, Hünstetten, Taunusstein, Bad Schwalbach és Heidenrod községekkel határos.

## Fekvése
A nyugati Taunusban, az Aar folyó két partján, Limburg és Wiesbaden között, Niedernhausentől nyugatra fekvő település.

## Története

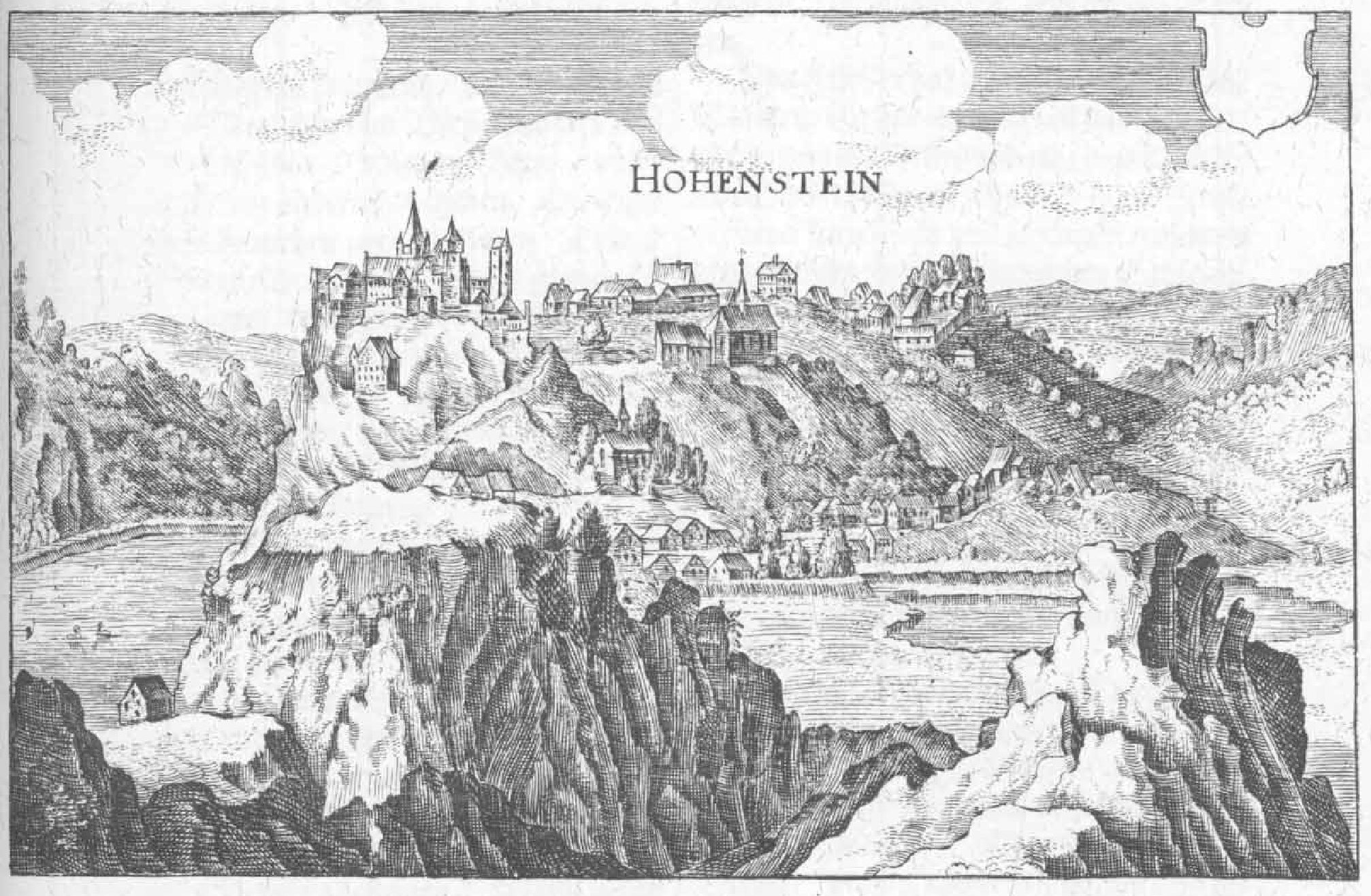

A Hohenstein nevét már 1184-ben említették egy dokumentumban, a későbbi oklevelekben pedig a 13. és a 14. században merült fel ismét a neve.
Hohenstein várát 1190-ben a Katzenelnbogen grófok építették. A vár jelenleg romos állapotú.
A lakosság mezőgazdasággal foglalkozik. Ezenkívül helyi kiskereskedelmi és kereskedelmi vállalkozások találhatók itt, de ipara nincs.

## Galéria

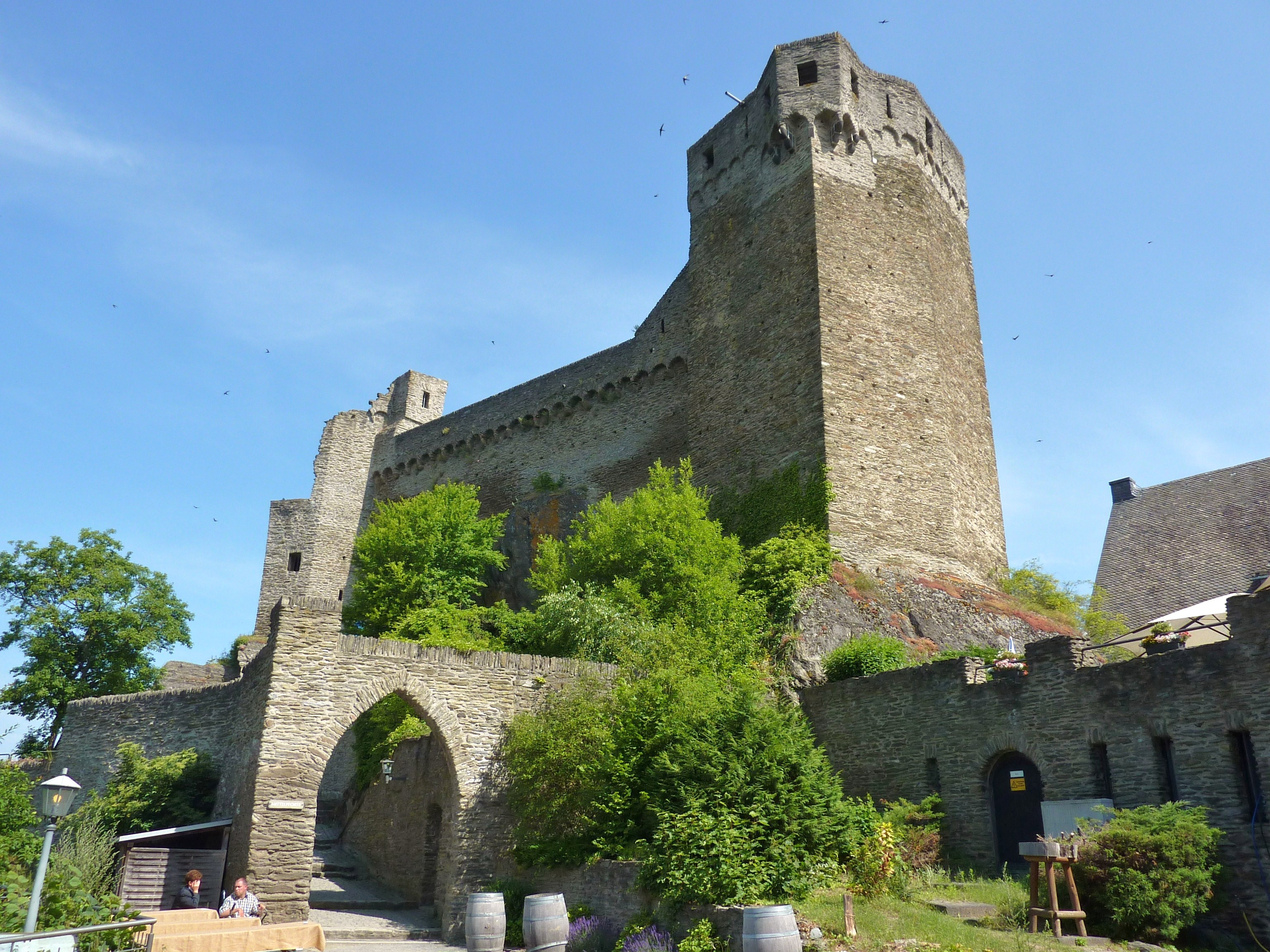
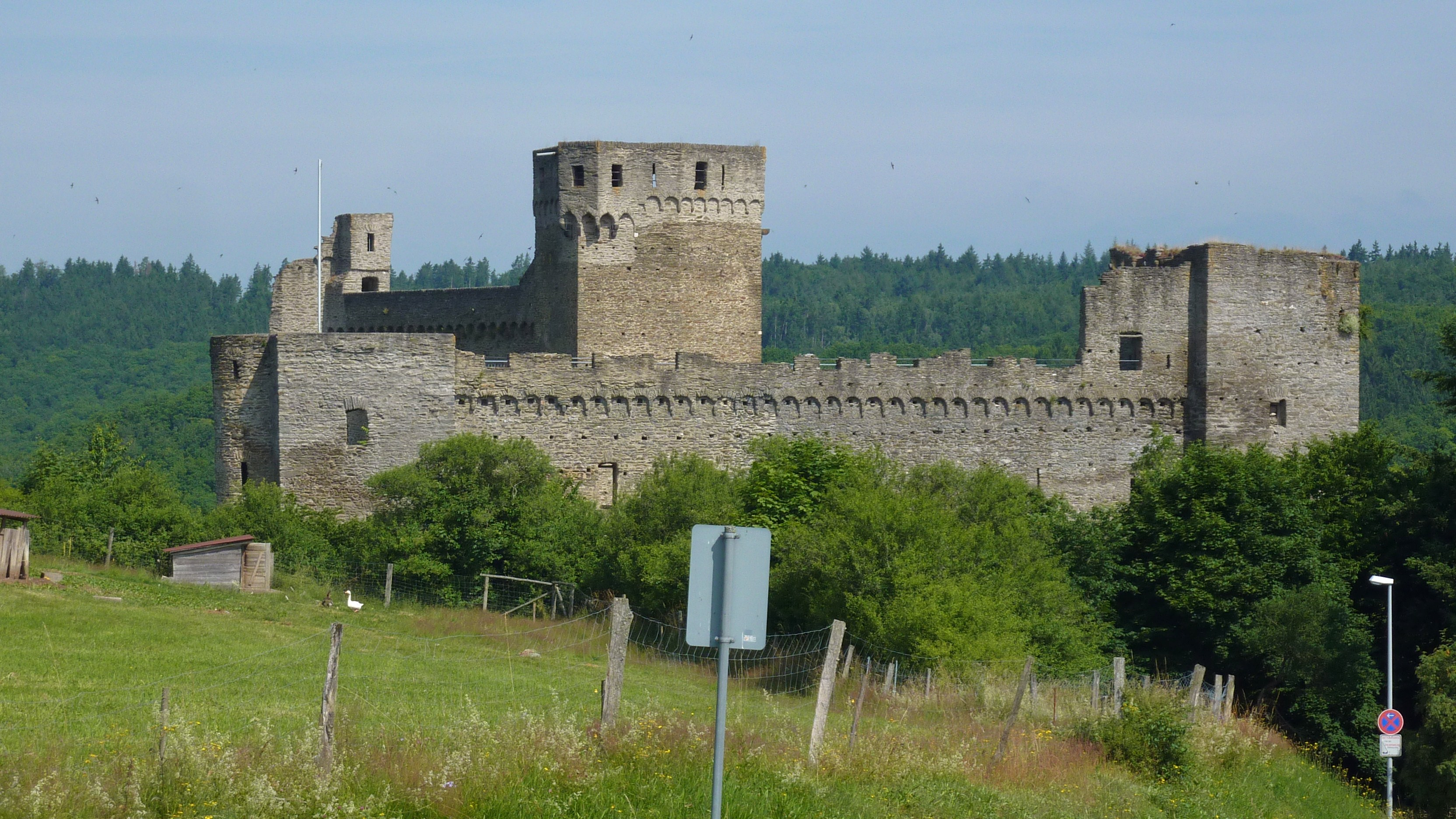
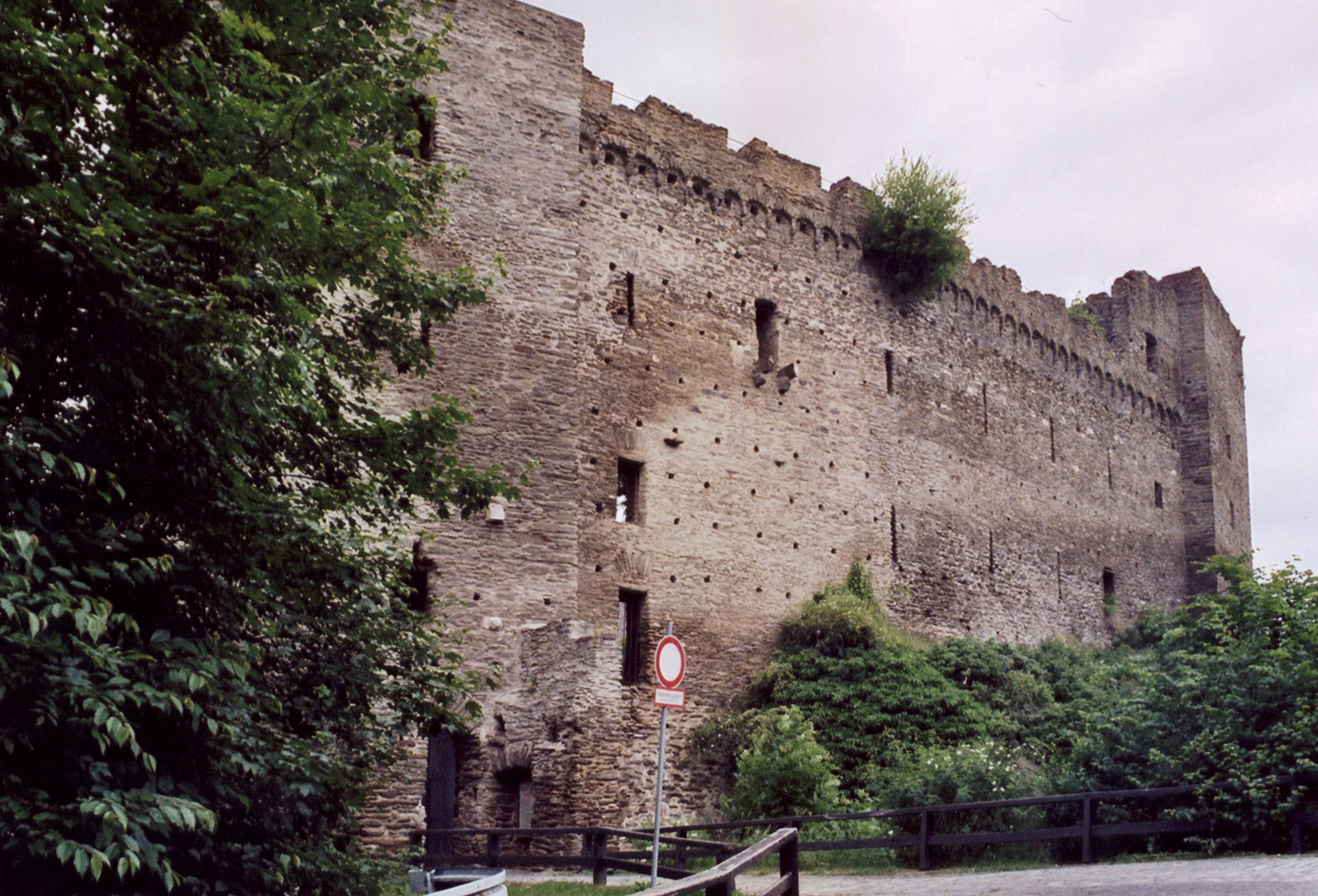
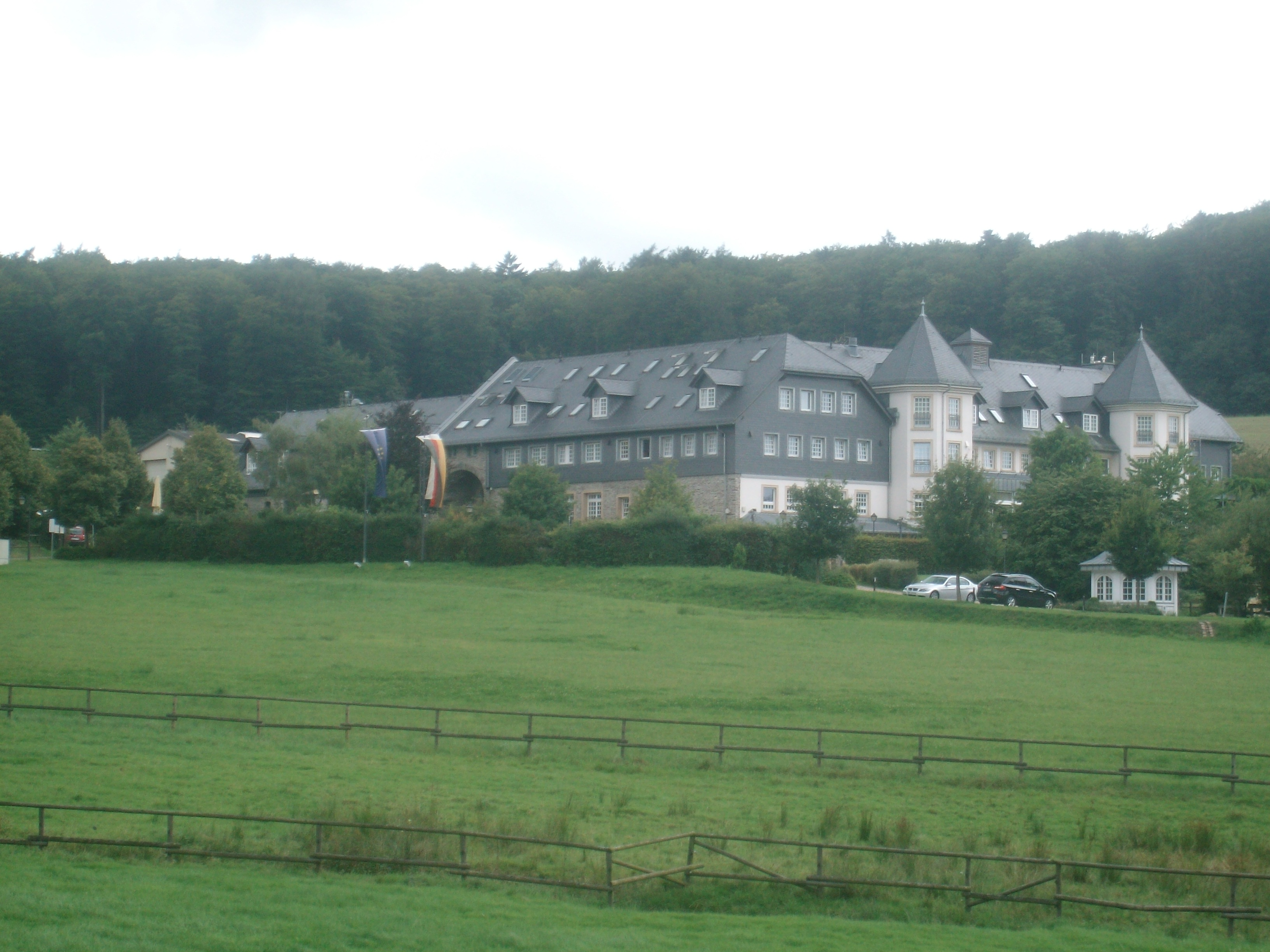
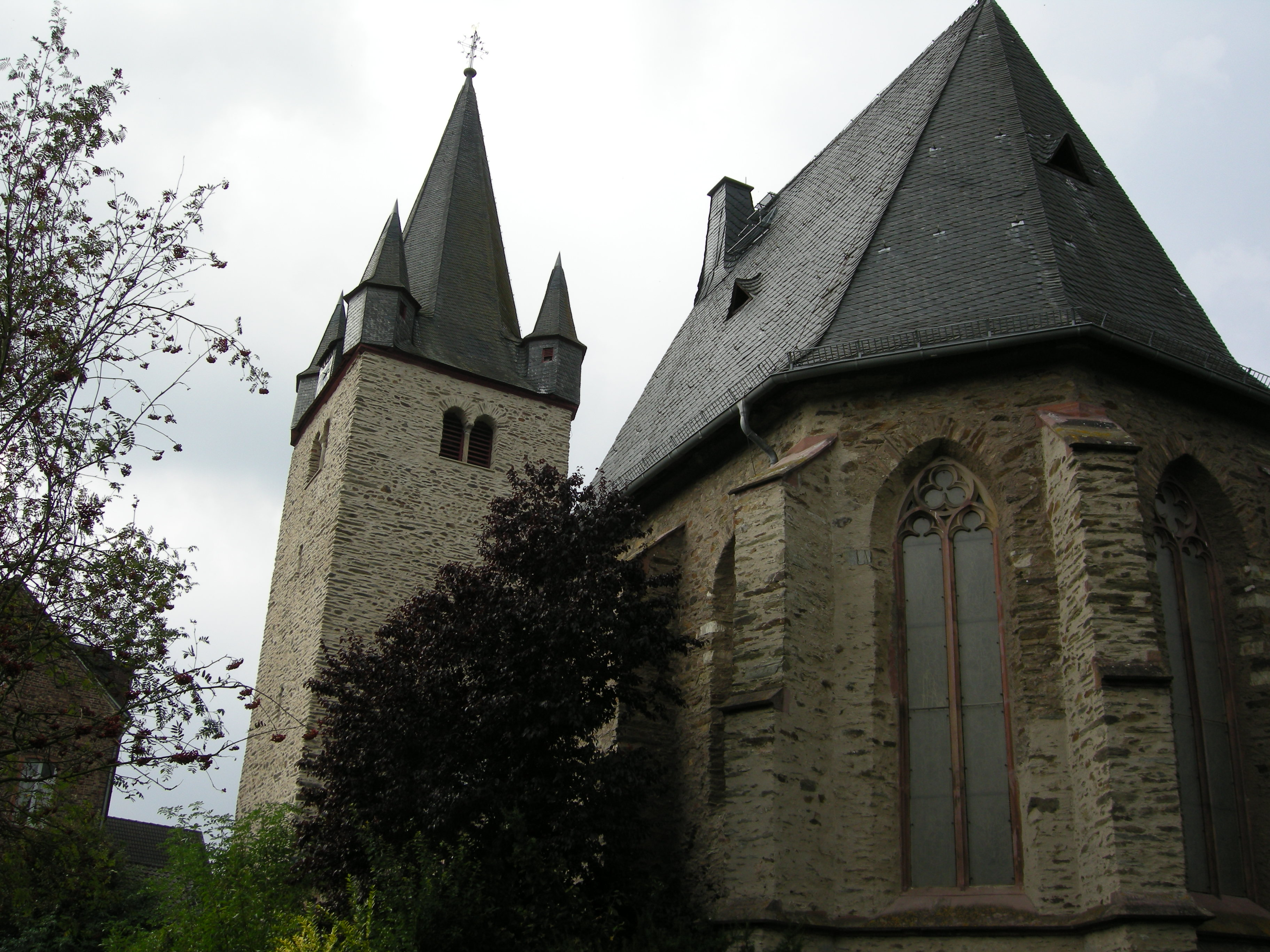
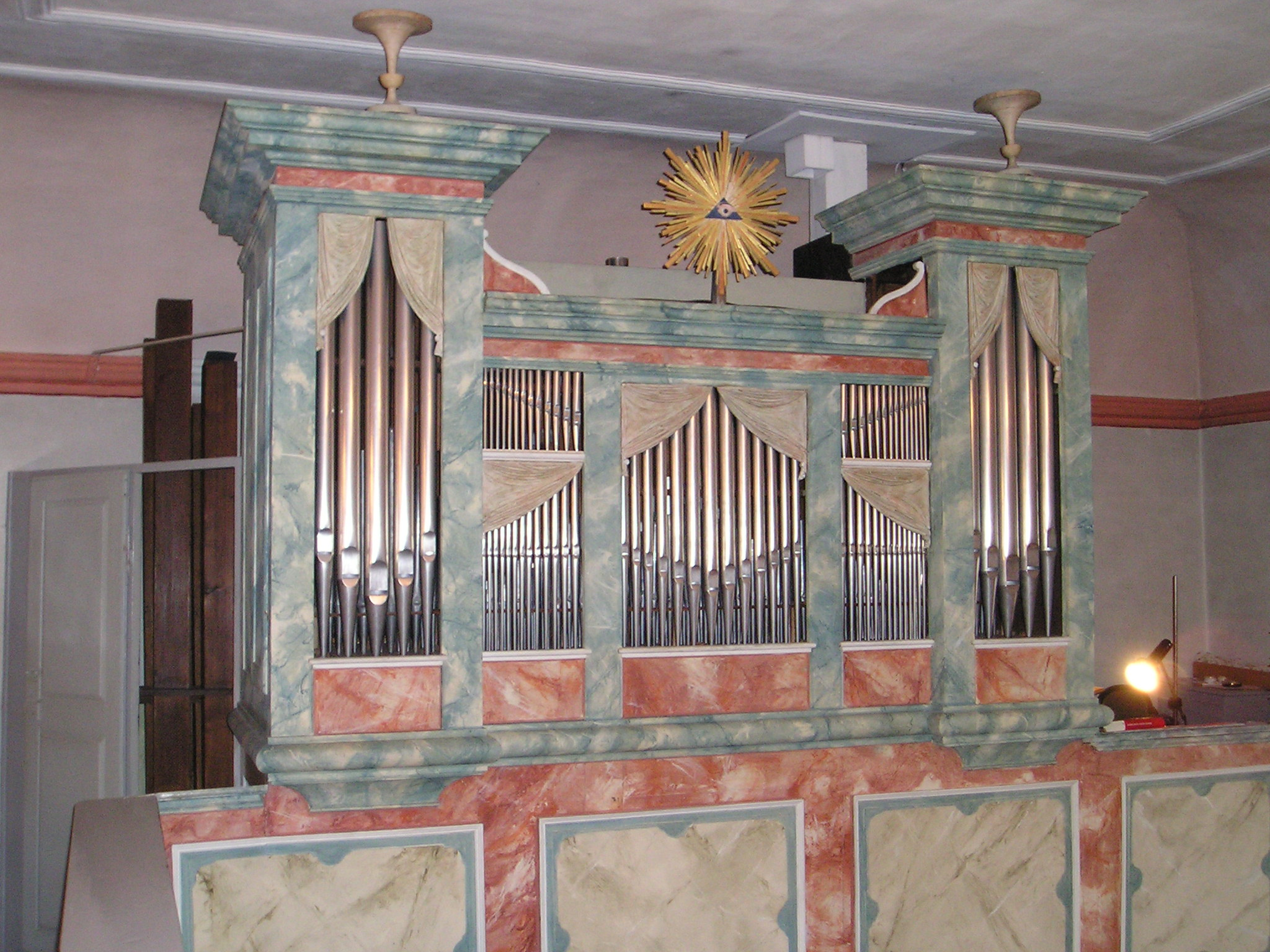

## Nevezetességek
- Hohensteini vár.

## Népesség
A település népességének változása:
| Lakosok száma | 6137 | 6178 | 6135 | 6235 | 6212 |
|               | 2017 | 2019 | 2021 | 2022 | 2023 |